# Wilhelm von Heuduck
Wilhelm Konrad August von Heuduck (5 tháng 4 năm 1821 tại Breslau – 20 tháng 11 năm 1899 tại Baden-Baden) là một sĩ quan quân đội Phổ, đã được thăng đến cấp Thượng tướng Kỵ binh.

## Tiểu sử

### Thân thế
Ông là con trai của Thiếu tướng Konrad von Heuduck, người đã được phong hàm quý tộc Phổ vào ngày 5 tháng 9 năm 1823 vì những thành tích quân sự của mình.

### Sự nghiệp quân sự
Thuở nhỏ, Heuduck đã học trường Trung học tại thành phố quê nhà của mình, sau đó ông gia nhập đội thiếu sinh quân Berlin vào ngày 8 tháng 8 năm 1835. Từ đây, ông được thuyên chuyển sang Trung đoàn Khinh kỵ binh số 9 với quân hàm Thiếu úy vào ngày 15 tháng 8 năm 1838. Vì mục đích đào tạo, ông được chuyển vào Lữ đoàn Pháo binh số một trong vòng một năm kể từ ngày 18 tháng 7 năm 1846. Sau khi trở lại Trung đoàn Khinh kỵ binh số 9, Heuduck giữ chức vụ sĩ quan phụ tá trung đoàn từ ngày 1 tháng 11 năm 1848 cho đến ngày 1 tháng 5 năm 1851. Trong thời gian đó, ông đã tham gia các trận đánh tại Ludwigshafen, Waghäusel, và Durlach trong cuộc trấn áp Cách mạng Baden năm 1849. Trong các cuộc giao tranh quanh Kuppenheim, con ngựa cưỡi của ông bị bắn gục và bản thân ông cũng bị thương do trúng đạn ở chân phải.
Tháng 5 năm 1851, ông được thuyên chuyển sang Trung đoàn Long kỵ binh số 1 "Vương tử Albrecht của Phổ" và một năm sau ông được thăng cấp Trung úy. Với cấp bậc này, ông chỉ huy một đội kỵ binh thuộc Trung đoàn Long kỵ binh Dân quân số 1, và sau đó ông lãnh một số chức vụ sĩ quan phụ tá. Sau 19 năm phục vụ quân ngũ, Heuduck được phong cấp bậc Trưởng quan kỵ binh (Rittmeister) vào ngày 16 tháng 5 năm 1857. Vào năm 1860, ông được giao chỉ huy một đội kỵ binh trong biên chế của Trung đoàn Long kỵ binh số 7. Trong cuộc Chiến tranh Đức-Đan Mạch năm 1864, ông đã tham chiến cùng trung đoàn của mình các trận đánh tại Missunde, Sandberg và Rackebüll, cũng như trong cuộc vây hãm Düppel.

### Gia đình
Vào ngày 10 tháng 2 năm 1855, tại Tilsit, Heuduck đã thành hôn với bà Helene Franziska Dorothea Hoerle (9 tháng 1 năm 1830 tại Memel – 9 tháng 12 năm 1907 tại Hannover). Cuộc hôn nhân đã mang lại cho ông 3 người con:
- Konrad Friedrich Wilhelm (18 tháng 1 năm 1858 tại Königsberg – 1928), Trung tướng Phổ
- Hans Wilhelm Konrad (18 tháng 6 năm 1861 tại Stendal – 1930), Trung tướng Phổ
- Helene Johanna Mathilde (20 tháng 9 năm 1868 tại Hofgeismar) ∞ Paul von Thiel, Đại tá Phổ